# Takayuki Abe
Takayuki Abe (Japans: 阿部 嵩之; Hokkaido, 12 juni 1986) is een Japans voormalig wielrenner die het merendeel van zijn carrière reed voor Utsunomiya Blitzen.

## Carrière
In 2009 werd Abe door Koen de Kort verslagen in een sprint-à-deux in de Shimano Suzuka Road Race, die niet op de UCI-kalender stond. Twee weken later werd hij derde in de laatste etappe van de Ronde van Hokkaido.
In november stond Abe aan de start van de Ronde van Okinawa, waar hij in de slechts één kilometer lange proloog de vijfde tijd neerzette. In de eerste en enige rit in lijn  was enkel Kenji Itami twee seconden sneller, waardoor Abe tweede werd in zowel de etappe als in het eindklassement.
In 2011 werd Abe vijfde in het door Fumiyuki Beppu gewonnen nationale kampioenschap tijdrijden. Twee jaar later won hij, met tien punten voorsprong op Karl Evans, het bergklassement van de Ronde van Hokkaido. In 2014 werd Abe vierde in de strijd om de nationale tijdrittitel. 
In 2016 won Abe de zevenhonderd meter lange proloog van de Ronde van Kumano. De leiderstrui die hij daaraan overhield moest hij een dag later afstaan aan Jesse Kerrison. Een jaar later was hij dicht bij zijn eerste profzege, toen Jon Ander Insausti hem in de laatste etappe van de Ronde van Japan versloeg in een sprint-à-deux. Vijf dagen later sprintte hij, achter Shotaro Iribe, naar de tweede plaats in de eerste rit in lijn van de Ronde van Kumano. Zijn enige volgende overwinning was in 2018 toen hij wederom de proloog won in de Ronde van Kumano.

## Overwinningen
2013
Bergklassement Ronde van Hokkaido
2016
Proloog Ronde van Kumano
2018
Proloog Ronde van Kumano

## Ploegen
- 2009 –  Shimano Racing Team
- 2012 –  Shimano Racing Team (vanaf 20-10)
- 2013 –  Team Ukyo
- 2014 –  Utsunomiya Blitzen
- 2015 –  Utsunomiya Blitzen
- 2016 –  Utsunomiya Blitzen
- 2017 –  Utsunomiya Blitzen
- 2018 –  Utsunomiya Blitzen
- 2019 –  Utsunomiya Blitzen
- 2020 –  Utsunomiya Blitzen
- 2021 –  Utsunomiya Blitzen
- 2022 –  Utsunomiya Blitzen
- 2023 –  Utsunomiya Blitzen
- 2024 –  Velolien Matsuyama

Abe · Amezawa · Iino · Masuda · Mawatari · Oka · Onodera · R. Suzuki · Y. Suzuki